# La Visite de la vieille dame
La Visite de la vieille dame (Der Besuch der alten Dame) est une pièce de théâtre en trois actes écrite en 1955 par l'écrivain suisse Friedrich Dürrenmatt.
Elle a été jouée pour la première fois le 29 janvier 1956 au Schauspielhaus de Zurich, avec Therese Giehse dans le premier rôle féminin. Sous-titrée eine tragische Komödie (« une comédie tragique »), elle révèle à travers l'ironie, le grotesque et l'humour noir la véritable personnalité des personnages mis en scène. Sorte d'exutoire de la condition humaine, la pièce agit comme un miroir du cynisme et du pessimisme de Dürrenmatt face à la société moderne.
La Visite de la vieille dame est la pièce de théâtre de Dürrenmatt la plus jouée au monde.

## Personnages

### Les Visiteurs
- Claire Zachanassian[4], née Wäscher, milliardaire
- Ses maris VII à IX.
- Le valet de chambre
- Toby, portier
- Roby, portier
- Koby, aveugle
- Loby, aveugle

### Les Hôtes
- Alfred Ill (nom allemand « ill' »)
- Sa femme
- Sa fille
- Son fils
- Le maire
- Le pasteur
- Le proviseur
- Le médecin / La doctoresse
- L'adjudant de gendarmerie
- Le premier citoyen
- Le deuxième citoyen
- Le troisième citoyen
- Le quatrième citoyen
- Le peintre
- La première femme
- La seconde femme
- Mlle Louise

### Les Autres
- Le chef de gare
- Le chef de train
- Le conducteur
- L'huissier

### Les Gêneurs
- Le reporter I
- Le reporter II
- Le speaker
- L'opérateur

## Intrigue

### Résumé
Güllen voit depuis plusieurs décennies ses caisses se vider mystérieusement. Les habitants sont au bord du gouffre lorsque la richissime Claire Zachanassian décide de retourner dans son village natal pour fêter ses noces. Le village entier voit cette visite comme une opportunité et espère soutirer plusieurs millions à la vieille dame. Mais tout ne se passe pas comme prévu et Claire provoque une véritable chasse à l'homme dans Güllen : elle offrira un milliard si quelqu'un tue Alfred Ill. Ce dernier était son fiancé pendant leur jeunesse et l'avait abandonnée et éconduite après l'avoir accidentellement mise enceinte. Certain que ses concitoyens le soutiennent, Ill est de plus en plus surpris quant aux modifications du comportement de son entourage : famille, amis, clients... La crainte et l'angoisse prennent le dessus et le vieil épicier finit par fuir. Mais rattrapé par les habitants, il s'effondre sur le quai de la gare, pensant qu'il ne peut plus être sauvé. C'est alors que la milliardaire avoue avoir elle-même racheté les usines de la région pour les fermer et ainsi causer la ruine de la ville. Dans ce climat de tension et d'hypocrisie montantes, Ill se reclut dans son appartement, attendant que son heure vienne. L'homme, bien que préparé à mourir, refuse la proposition de suicide du maire, qui aimerait bien toucher l'argent sans avoir pour autant à devenir un meurtrier. Alors que la ville est envahie par la presse venue des quatre coins du monde pour le mariage de Claire, une grande réunion communautaire a lieu pour régler le sort du commerçant. Sans procès ni honneurs, Ill est froidement tué au fond d'une ruelle, sans que nous sachions réellement par qui. La vieille dame remet alors le chèque au maire comme promis, et s'en va, comme si rien ne s'était passé.

#### Acte I
En Allemagne, Güllen est un petit village d'Europe centrale, ruiné et détruit : chômage, famine, fermeture des entreprises... La ville auparavant si rayonnante et prospère se retrouve ensevelie sous les dettes depuis 1910 sans aucune raison apparente. Et voilà que Claire Zachanassian, la célèbre milliardaire, décide après 45 ans d'absence de revenir dans son village natal pour ce qui semble être une visite de courtoisie. La « vieille dame » du titre se fait attendre par tous les notables de Güllen : le maire, l'adjudant, le peintre, le pasteur, le médecin, le proviseur, et Alfred Ill, le vieil épicier, qui semble être la personne la plus aimée et intègre de la communauté. C'est surtout que les villageois ont besoin de lui pour mettre au point une ruse afin de soutirer quelques millions à la richissime visiteuse. Ex-fiancé de Claire Zachanassian, Ill semble le mieux placé pour trouver les « mots justes » qui permettront au maire lors de son discours de bienvenue de lui passer la pommade. En effet l'ancienne Clairette Wäscher était bien loin de la dame respectée qu'elle est devenue. Résultats scolaires médiocres, un père alcoolique... il faudra embellir quelque peu cette enfance misérable pour qu'elle se remémore comme il faisait bon vivre à Güllen. Rien ne semble pouvoir contrecarrer cette arnaque qui permettra à la ville de regagner ses galons.
Claire Zachanassian arrive enfin avec son cortège, dont son valet de chambre Boby, nom sur lequel elle a calqué celui du reste de la troupe en les renommant : Moby, son Mari no 7, Roby et Loby, deux gangsters porteurs, Koby et Loby, deux bonshommes aveugles... Le comité d'accueil sur le quai de la gare prend la situation en main : cérémonie et flatteries, Claire semble ne rien voir à la manipulation dont elle est victime. Ill lui rappelle le temps passé en sa compagnie et les surnoms qu'ils se donnaient (« mon petit chat sauvage », « ma petite sorcière » pour elle, et « ma panthère noire » pour lui). Claire semble également gravement diminuée, avec ses nombreuses prothèses, et prend des allures de femme gâteuse. Les répliques douteuses se succèdent (plaisanteries sur un rétablissement probable de la peine de mort à Güllen, avertissement à l'attention de l'adjudant, prévision d'un décès dû à une attaque) et ses bagages renferment des objets pour le moins étranges comme un cercueil ou une cage contenant une panthère noire. La visite se poursuit pour Ill, Claire et ses domestiques. Les anciens fiancés se rendent dans les lieux où a « brûlé leur passion » : la grange à Colas, la Forêt de l'Ermitage. Maintenant en tête à tête, ils passent en rétrospective leur vie passée loin l'un de l'autre. Le romantisme règne dans cette scène en pleine nature, lorsque Claire annonce à Ill qu'elle aidera la ville en lui offrant des centaines de millions. Güllen semble sauvée et c'est l'heure du dîner de bienvenue à l'Apôtre Doré.
Le maire s'empresse de prendre la parole et raconte à tous l'enfant merveilleuse et unique qu'était la jeune Clairette : son père devient soudainement un ingénieur brillant et populaire, ses résultats insuffisants sont transformés en performances étonnantes, ses actes de vandalisme sont masqués en actions humanitaires... Tout Güllen acclame la vieille dame et s'apprête à recevoir la somme tant escomptée. Claire prend alors la parole et annonce qu'elle compte offrir un milliard à la ville. Une somme si faramineuse que l'enthousiasme des villageois les empêche d'entendre que la milliardaire pose une condition à ce don tellement généreux. « Je vous donne un milliard, et pour ce prix je m'achète la justice. [...] Un milliard pour Güllen, si quelqu'un tue Alfred Ill. » L'assemblée est interloquée. Claire poursuit et raconte une vieille histoire, une histoire qui date de 1910. Le valet Boby était alors président du tribunal de Güllen et avait à rendre un jugement dans un procès en recherche de paternité : une jeune femme nommée Clara Wäscher accusait son fiancé Alfred Ill de l'avoir mise enceinte. Mais pour ne pas avoir à subir cette lourde charge, Ill engagea de faux témoins qui plaidèrent en sa faveur, les deux nains Koby et Loby. Clara humiliée s'expatria de la ville et devint prostituée. Elle rencontra alors au cours de sa vie trois hommes riches (Zacharoff, Onassis, Gulbenkian : Zachanassian est un nom composé sur ceux de ses 3 ex-maris) qu'elle épousa l'un après l'autre et avec leur argent fit chercher les deux faux témoins aux quatre coins de la planète. Une fois retrouvés, ils furent castrés et rendus aveugles et entrèrent alors au service de la dame. En vieillissant, Claire n'a rien oublié et est bien décidée à accomplir sa vengeance. Au maire qui décline son offre, elle répond alors, sûre d'elle : « J'attendrai. »

#### Acte II
La vie à Güllen semble reprendre son cours. Ill se sent plus aimé et soutenu que jamais, si bien qu'il ne s'inquiète pas lorsqu'il aperçoit les domestiques de Claire apporter des couronnes de fleurs au cercueil entreposé à l'Apôtre Doré. Pendant ce temps, la vieille dame se prélasse sur sa terrasse, pensant à ses fiançailles et fumant des cigares au son de quelques accords de guitare. Les premiers clients arrivent dans l'épicerie et en profitent pour manifester leur solidarité auprès du commerçant. Cependant, Ill remarque que leurs habitudes de consommation ont sensiblement changé : tous achètent de meilleures cigarettes, du meilleur cognac, du pain blanc, du lait entier, du chocolat... Plus étonnant encore est le fait qu'ils emportent tout à crédit, abusant de la bonne foi d'Ill qui ne veut se douter de rien.
Parallèlement, Claire prend le petit-déjeuner avec son huitième mari, un acteur de cinéma qui vient remplacer le no 7 aussitôt divorcé. À côté, Ill commence à remarquer que les villageois spéculent sur sa mort en se payant ce qu'ils sont incapables de s'offrir en temps normal. Tous ont de nouvelles chaussures jaunes, ce qui n'échappe pas à l'œil de l'épicier, de plus en plus méfiant et oppressé. Il se rend alors à la police pour exprimer ses craintes face à la menace qui pèse sur lui. Mais l'adjudant feint de ne pas comprendre ce qu'Ill reproche à la vieille dame. Pour lui, cette proposition n'avait rien de sérieux et si les clients consomment plus, on ne peut que s'en réjouir. Mais le vieux commerçant ne l'entend pas de cette oreille. Et ce n'est ni les nouvelles chaussures jaunes du policier, ni sa nouvelle dent en or qui vont lui faire oublier sa théorie du complot. Il décide alors de rendre visite au maire de la ville pour lui expliquer la situation. Mais une fois de plus, Ill n'est pas entendu et le maire qui était prêt à lui laisser sa place il y a peu de temps encore, semble lui aussi convoiter le milliard : nouvelles chaussures jaunes, nouvelle cravate en soie et des plans pour une mairie flambant neuve. « Vous m'avez déjà condamné ! » crie Ill au maire, indigné de tant de soupçons sur sa personne. Au même moment en ville, la panthère noire de la riche visiteuse s'échappe et terrorise les habitants. Tous les habitants s'arment et partent à la chasse au fauve, décidés à abattre ce qui était le surnom d'Ill dans sa jeunesse : « ma panthère noire ». Ill va alors trouver refuge dans la maison de Dieu où il s'entretient avec le pasteur. Solennel, l'homme d'église reproche à Ill ses péchés et fournit une explication spirituelle à son mal-être. Mais bien vite Ill remarque que le pasteur, comme les autres, s'est empressé de vendre la peau de l'ours avant de l'avoir tué en achetant une nouvelle cloche somptueuse. Soudain pris de remords, il avoue à Ill qu'il ne lui reste plus qu'à fuir s'il veut échapper à la faiblesse des siens. Alors pris de panique, l'épicier s'enfuit lorsque la panthère noire est abattue devant son propre magasin...
Ill arrive sur le quai de la gare, semblable au début du livre à l'exception d'affiches promotionnelles accrochées aux murs. Mais les habitants de Güllen ne tardent pas à le rejoindre et à l'encercler. Incroyablement calmes et amicaux, ils interrogent Ill sur ses intentions. Surpris de sa décision de s'en aller, ils lui assurent qu'ici personne ne songe à le tuer et qu'il ne sera pas plus en sécurité à l'étranger. Unanimes, les villageois expriment une ultime fois leur sympathie pour leur camarade lorsque le train entre en gare. Cependant, Ill hésite à monter, oppressé par la multitude d'habitants autour de lui. Pris de panique, il refuse de prendre le train et s'effondre sur le quai en hurlant : « Je suis perdu ! »

#### Acte III
Le troisième acte s'ouvre sur une scène dans la Grange à Colas où la vieille dame s'est réfugiée pour échapper à l'agitation journalistique provoquée par son neuvième mariage. Le médecin et le proviseur rendent visite à la milliardaire pour modifier les conditions de l'offre. Plus gênés à l'idée de devenir des meurtriers qu'à celle de devoir se séparer d'un de leurs camarades, les deux hommes expliquent qu'une économie auparavant aussi florissante aurait toutes les chances de redevenir dynamique en y investissant le milliard promis. Mais ces arguments ne semblent pas toucher Claire, qui ne tarde pas à expliquer enfin pourquoi les caisses de la ville se sont vidées si brutalement plusieurs années auparavant. Humiliée et furieuse de s'être fait chasser de la ville, Claire avait mis au point sa vengeance dès son départ en 1910, utilisant l'argent légué par le défunt Zahanassian pour racheter toutes les entreprises des alentours, et les fermer, répandant chômage et précarité.
Pendant ce temps, Ill s'est reclus à l'arrière de son magasin, devenu somptueux et pimpant depuis que madame Ill a repris les rênes. Tout Güllen s'y retrouve pour fêter le milliard hypothétique et trinquer à la mort d'Alfred. Mais lorsque deux reporters d'une gazette mondaine viennent fouiner, tous s'accordent sur le fait qu'il ne doit être prononcé aucun mot sur toute cette affaire morbide, sous peine de quoi la presse ferait éclater un scandale dans les tabloïds du monde entier. Malheureusement pour les villageois, le proviseur encore sonné par la révélation de Claire et éméché par quelques verres d'un alcool hors-de-prix, ne tient pas sa langue et déclare vouloir avouer la vérité aux journalistes. Mais Ill entre dans la boutique ce qui détourne l'attention des journalistes qui en profitent pour le photographier dans des poses macabres et finissent par s'en aller, satisfaits. Le proviseur saute sur l'occasion pour tenir un long discours dans lequel il accuse Ill d'avoir commis des erreurs dans le passé et d'être l'unique responsable de sa situation. Brusquement, ses idées humanistes s'envolent et il finit par reconnaître que ce qui se passe en ce moment n'est qu'une conséquence de la fatalité, une sorte de boucle sans fin qui se répètera sans cesse, emportant à chaque fois l'un des membres de la communauté, devenue son propre bourreau.
Après la colère du proviseur dans l'épicerie, Ill reçoit la visite du maire. Ce dernier tente lui aussi de tout mettre en œuvre pour toucher l'argent sans avoir à devenir un criminel. Il lui propose pour cela de mettre fin à ses jours lui-même avec l'arme qu'il lui a apporté. Bien que convaincu de sa mort prochaine, le commerçant, décidé à laisser ses concitoyens agir, refuse catégoriquement l'offre du maire. Il explique que ce sont désormais les villageois qui sont responsables de son sort, et ils le seront jusqu'au bout. Le maire lui demande également de ne pas prononcer un mot durant la conférence de presse qui sera donnée prochainement à l'auberge de l'Apôtre Doré, durant laquelle il sera assassiné. Il est à partir de cet instant parfaitement clair qu'Ill mourra, et ceci en accord avec tous ses anciens amis et même sa famille. Mais, décidé à fermer les yeux sur les menaces explicites dont il est victime, Ill accepte une excursion familiale dans la forêt de l'Ermitage. L'ironie plus que jamais omniprésente dans cette scène, tend à peindre un cadre idyllique et champêtre, dans lequel se cache clairement le mensonge et la trahison. Aussi, les Ill décident soudainement de repartir avec la voiture, abandonnant leur père au beau milieu du bois. L'homme ne reste pas seul bien longtemps puisqu'il tombe nez à nez avec Claire. Leur discours rappelle celui du premier acte, mêlant les souvenirs et les états d'âme. Une fois de plus la milliardaire annonce clairement le motif de sa vengeance : tuer celui qui a brisé tous ses rêves d'amour et d'espoir.
La conférence à l'auberge a enfin lieu. Tous les habitants y sont conviés ainsi que les représentants des journaux du monde entier. Le maire et le proviseur tiennent tous deux un discours proclamant la mort d'Ill et le rétablissement de la justice à Güllen. Mais il est impossible d'un point de vue extérieur de comprendre de quoi parlent les deux hommes et les journalistes semblent croire qu'il ne s'agit là que de l'annonce d'un généreux don de Madame Zachanassian. Les habitants reprennent tous à l'unisson les paroles de leur maire et Ill prend enfin conscience de l'ampleur du complot dont il est la cible : il s'écrie : « Mon Dieu ! » La presse finit par quitter la salle, laissant les villageois entre eux. Ils encerclent aussitôt Ill et lui font comprendre que l'heure est venue de le tuer. En guise de dernière volonté, il choisit une « bonne cigarette », représentation symbolique du milliard promis : on retrouve une fois de plus l'idée de l'homme devenu son propre bourreau. À mi-chemin entre cynisme et pessimisme, Ill refuse de recevoir les prières du pasteur, lui proposant plutôt de prier pour Güllen. L'épicier est finalement conduit dans une allée formée par les habitants muets où il est froidement abattu. Les journalistes arrivent peu après, laissant juste le temps aux autres de s'écarter et aux médecins de diagnostiquer une « crise cardiaque », le maire s'empressant d'ajouter « mort de joie ». Sans un mot de plus, Claire entre donner le chèque et s'en va avec le cercueil contenant la dépouille d'Ill à Capri.

## Écriture et représentations
La Visite de la vieille dame a été écrite en 1955 à Neuchâtel où vivait alors Friedrich Dürrenmatt. Cette pièce est l'adaptation d'une nouvelle écrite quelques années plus tôt, L'Éclipse de Lune, dans laquelle un homme revient dans son village natal afin de s'acheter la mort de son ancien rival Mani. Ce dernier lui avait volé sa fiancée avant qu'il ne quitte la ville des années auparavant. La motivation principale de cette transformation fut l'argent, car Dürrenmatt pensait qu'une pièce de théâtre serait plus rentable qu'un roman. Enfin, le changement de genre du personnage principal s'est fait en raison de l'« atmosphère scénique de La Visite de la vieille dame » qui nécessitait d'après l'auteur l'arrivée d'une femme.
La première représentation eut lieu au Schauspielhaus de Zurich le 29 janvier 1956. La pièce était alors mise en scène par Oskar Wälterlin et jouée par Therese Giehse (dans le rôle de Claire Zahanassian), Gustav Knuth (Ill), Carl Kuhlmann (le maire), Heinz Woester (le pasteur), Sigfrit Steiner (l'adjudant) et Hermann Wlach (le valet). Rapidement, la pièce est propulsée au rang des pièces les plus jouées des saisons culturelles 1956 et 1957 et Dürrenmatt apparaît aux yeux du monde entier comme un auteur dramatique. Mais déjà Dürrenmatt travaille sur la première représentation de la pièce dans un théâtre allemand qui se tiendra le 28 mai 1956 aux Kammerspiele de Munich, ainsi que sur la parution écrite du script. C'est à cette occasion que sera ajouté le sous-titre eine tragische Komödie in drei Akten (« une tragicomédie en trois actes »). La parution aux éditions Verlag der Arche inclut également une annexe comportant le programme distribué lors de la première à Zurich ainsi qu'un mot du dramaturge, dans lequel il explique ses intentions. Le 25 novembre 1959, l'auteur se voit contraint de réadapter sa pièce aux contraintes scéniques et pratiques de l'Atelier-Théâtre de Berne (scène trop petite et en sous-sol) : il réduit alors le nombre de personnages, supprime les scènes du balcon dans l'acte II et simplifie la scène dans le magasin de l'acte III (cette scène raccourcie est d'ailleurs disponible dans l'annexe de la version de 1980).
La pièce, traduite en français par Jean-Pierre Porret, est créée en France en 1957 au théâtre Marigny dans une mise en scène de Jean-Pierre Grenier avec Sylvie et Olivier Hussenot dans les rôles principaux mais n'obtient qu'un succès d'estime.
La recréation de la pièce en 1960 par Hubert Gignoux à la Comédie de l'Est avec Valentine Tessier et la musique d'André Roos rencontre un franc succès auprès du public et la mise en scène est saluée par la critique.
Plusieurs tournées ont lieu au cours des années 60 :
- 1960 : La Visite de la vieille dame de Friedrich Dürrenmatt, créée le 1er octobre 1960 au théâtre de Haguenau[12], tourne avec la Comédie de l'Est en France, puis en 1961 à Paris, au théâtre de l'Ambigu [13].
- 1967 : La Visite de la vieille dame de Friedrich Dürrenmatt, reprise Comédie de l'Est en tournée pour les 10 ans de la CDE (mise en scène Hubert Gignoux avec Valentine Tessier)[13]. La pièce sera jouée dans trente villes de France, dont Amiens le 4 octobre, et Strasbourg du 4 au 29 novembre[14].

## Distributions

### 1996
Adaptation de Jean-Pierre Porret, mise en scène de Régis Santon, au  Théâtre du Palais-Royal
- 1995 du 20 septembre au 16 octobre au Théâtre des Célestins à Lyon.
- 1996 du 12 janvier au 7 avril au Théâtre du Palais-Royal à Paris, avec :

- Line Renaud, Claire Zachanassian
- François Lalande, Alfred Ill
- Jean-Jacques Moreau, Le Maire
- Michel Prud'homme, Le proviseur
- Michel Armin, Le Valet de chambre, l'huissier
- Samuel Bonnafil, Le pasteur
- Olivier Costa, Le 2e aveugle, le 7e, 8e et 9e mari, et le photographe
- Marie-Christine Danède, La villageoise
- Alain Dumas, Le peintre
- Gilles Guillot, L'adjudant
- Eric Lorvoire, Le médecin
- Annie Mercier, La femme du Maire
- Françoise Pavy, Madame Ill
- Olivier Proust, Le chef de gare
- Bruno Raina, Le garde du corps
- Frédéric Sahner, Le fils de Ill
- Agathe Teyssier, La fille de Ill
- Alain Veniger, Le 1er aveugle, le reporter, le chef de train

### 1993, 2004, 2016
- Teatro Malandro : mise en scène d'Omar Porras qui joue également le rôle-titre

### 2022, 2023
Théâtre Antibea - Antibes - Direction : Dominique Czapski - Jean Marc Salvan
Mise en scène : Jean François Buisson 
Distribution :  La Visite de la dame
- Claire Zahanassian - Nathalie Poncer
- Alfred Ill - François de Maigret
- Le Maire - Véronique Farina
- L'Instituteur - Annabelle Charles / Corinne Pina
- L'Adjudant Chef - Greta Vignola
- Le Pasteur - Mariano Tomasi
- Le Médecin - Benoit Martin
- Le Majordome - Simeon Polfliet
- Madame Ill / Une Citoyenne - Nathalie Le Cann
- Une Citoyenne 1 et 2 - Carole Mitaine
- Le Chef de Gare / Le fils de Ill - Baris Demiray
- L'Huissier / La Fille de Ill - Aurelia Morini
- Le Peintre / Le Journaliste / Une Citoyenne - Lydie Meudre
- Les Aveugles - Celine Herrier - Paloma Gadoum / Noémie Bertrand

## Adaptations cinématographiques
- 1959 avec Elisabeth Flickenschildt (Claire)
- 1964 : La Rancune (The Visit), de Bernhard Wicki, avec Ingrid Bergman (Karla Zachanassian), Anthony Quinn (Serge Miller), Paolo Stoppa, Romolo Valli, Claude Dauphin, Hans Christian Blech, Jacques Dufilho, Valentina Cortese, Irina Demick.
- Adaptation en 1992 de la pièce par Djibril Diop Mambéty, cinéaste sénégalais, sous le titre Hyènes.

## Adaptations à la télévision
- 1971 : La Visite de la vieille dame, téléfilm français d'Alberto Cavalcanti, avec Mary Marquet (Clara), Louis Arbessier (Alfred III), Pierre Asso, Jean Tissier, Paul Demange, Albert Médina, Sacha Briquet, Odette Laure, Michel Duplaix (comme Michel Dupleix). Diffusion: mardi 5 janvier 1971[15].
- 1973 : La visita della vecchia signora, téléfilm italien réalisé par Mario Landi[16].
- 1974 : Os Inocentes (litt. Les Innocents) est une telenovela brésilienne produite et diffusée par Rede Tupi, du 5 février au 7 septembre 1974. Il a été écrit par Ivani Ribeiro et Dárcio Ferreira, et réalisé par Edson Braga et Antônio Moura Mattos, avec la direction générale de Carlos Zara.
- 1982 : Der Besuch der alten Dame , téléfilm germano-suisse de Max Peter Ammann (de), avec Maria Schell (Claire Zachanassian), Günter Lamprecht (Alfred III).
- 1989 : La Visite de la dame (ru) de Mikhaïl Kozakov avec Ekaterina Vassilieva (Claire)
- 1999 :Návštěva staré dámy de Zdeněk Zelenka avec Jiřina Bohdalová[17]
- 2018 : Matula - Der Schatten des Berges, téléfilm de Thorsten Näter, s'inspire de la pièce dans son scénario

## Adaptation à l'opéra
- 1971 à la Wiener Staatsoper : Der Besuch der alten Dame par le compositeur autrichien Gottfried von Einem (1918-1996)

## Adaptation comme comédie musicale
- 2013 : comédie musicale, créée à Thoune (Suisse) (16 juillet). Musique : Moritz Schneider, Michael Reed ; texte des chansons : Wolfgang Hofer. Reprise de cette comédie musicale à Vienne, le 19 février 2014 au Ronacher Theater.